# Campbells Bay (Nouvelle-Zélande)
La Baie de Campbells  est une banlieue de la cité d’Auckland, située dans l’Île du nord de la Nouvelle-Zélande .

## Situation
La plage de la baie de Campbells elle-même, est située le long de la baie adjacente de Murrays Bay et celle de Mairangi Bay, qui sont le siège d’un projet de travaux civils importants, entrepris depuis 2004 pour améliorer les installations en place contre l’effet des tempêtes  .

## Gouvernance
La banlieue est située dans le ward du North Shore (en), une des 13 divisions administratives de l’ensemble de la cité d’Auckland. La banlieue est sous la gouvernance locale du Conseil d’Auckland.

## Population
La population était de 2316 habitants lors du recensement de 2006 en Nouvelle-Zélande, en augmentation de 111 résidents par rapport à 2001.

## Parc du centenaire
Le parc du Centenaire est un espace de loisir très populaire, qui offre des possibilités de promenade et de prises de vues du mouillage.

## Éducation
L’école primaire de  « Campbells Bay Primary School » est localisée ici .